# Iglesia de la Santa Cruz (Rávena)
La Iglesia de la Santa Cruz fue edificada en Rávena —a instancias de la emperatriz Gala Placidia— a finales del siglo V, siendo posteriormente mutilada de varias partes. El llamado Mausoleo de Gala Placidia era inicialmente una capilla accesible desde el nártex de la iglesia, pero las sucesivas demoliciones la convirtieron en un edificio independiente.

## Historia
Según Agnello de Ravena, Gala Placidia erigió en Rávena dos iglesias, la iglesia de San Juan Evangelista y una iglesia dedicada a la Santa Cruz, que fue construida sobre los restos de una domus. La fecha de su edificación podría remontarse entre 417 y 421, cuando la emperatriz residió en Rávena con su esposo Constancio III, o al período posterior a 425, cuando Gala Placidia regresó a aquella ciudad. Agnelo refiere una tradición según la cual en esta segunda iglesia la emperatriz rezaba de noche, postrada sobre el suelo de pórfido, a la luz de las velas. La iglesia permaneció íntegra hasta finales del siglo XIV, cuando se demolieron los brazos norte y sur. A finales del siglo XVI se derribó el nártex, mientras que en 1602 la construcción de una calle requirió la demolición de los siete metros más occidentales de la nave.

## Estructura
La iglesia fue erigida en dirección este-oeste con ladrillos reutilizados. La planta era en cruz latina, una innovación en la Rávena de la época, si bien Ambrosio de Milán ya había elegido esta forma para la Basílica de San Nazaro in Brolo y para la basílica de San Simpliciano —originariamente: basílica de las Vírgenes— ambas en Milán. Tenía una única nave de 11 metros de ancho, con un amplio transepto dispuesto en dirección norte-sur y un nártex, también orientado en esta dirección.  Las paredes externas estaban adornadas por pilastras y —probablemente— por arcadas ciegas. La planta no era totalmente rectilínea, ya que las esquinas de las paredes no eran ortogonales. Otra peculiaridad de la iglesia eran los dos pórticos —de cuatro metros de ancho— paralelos a la nave central, que iban desde cada lado del transepto hasta el nártex, sostenidos por dos filas de columnas. Otras dos habitaciones debieron flanquear el ábside, pero solo se conservan los restos de la del norte. A excepción de estos pórticos —con el suelo teselado— el pavimento del edificio y las decoraciones de las paredes eran en opus sectile.También se han encontrado pavimentos sectiles en la habitación al norte del crucero.
La dedicación de una iglesia a la Santa Cruz por parte de una emperatriz de la dinastía Teodosiana remite a la basílica de la Santa Cruz en Jerusalén, construida en Roma por Helena de Constantinopla, madre de Constantino I y descubridora de la presunta Vera Cruz. Al construir una iglesia dedicada a la Cruz en Ravena —en aquel momento la capital imperial— Gala emulaba la figura de Helena. La iconografía de la cruz debió ser importante para Gala Placidia, ya que la utilizaba como símbolo en algunas de sus propias monedas.
El nártex —en la parte occidental— era de seis metros de anchura, extendiéndose cuatro metros más allá del ancho de la nave central. Por el lado meridional del nártex —a través de un arco triple y un vestíbulo— se entraba al Mausoleo de Gala Placidia, posteriormente separado de la iglesia debido a las demoliciones. Aquel arco estaba sostenido por dos columnas apoyadas sobre bases de mármol rojo, y en sus paredes había columnitas de mármol incrustado. Es posible que hubiera otra capilla dispuesta simétricamente, en el lado norte del nártex.

## Iconografía
Solo una pequeña parte de la decoración original de la iglesia se ha conservado, si bien el anexo Mausoleo de Gala Placidia puede dar una idea general de su esplendor. Las investigaciones arqueológicas han devuelto algunos fragmentos de mosaicos, mientras que las fuentes históricas proporcionan una idea de lo que se ha perdido. El suelo de la iglesia tenía porciones decoradas en opus sectile, y de pórfido, mientras que las paredes estaban decoradas con mármoles policromos. Entre las representaciones comprobadas estaba la de los Ríos del Paraíso en la entrada de la iglesia. Probablemente también había un Cristo triunfante pisoteando una serpiente y un león, ya que esta imagen era presente en otros edificios de la Ravena de aquella época.